# Pseudotobothrium dipsacum
Pseudotobothrium dipsacum is een lintworm (Platyhelminthes; Cestoda). De worm is tweeslachtig. De soort leeft als parasiet in andere dieren.
Het geslacht Pseudotobothrium, waarin de lintworm wordt geplaatst, wordt tot de familie Pseudotobothriidae gerekend. De wetenschappelijke naam van de soort werd voor het eerst geldig gepubliceerd in 1897 door Linton.